# زغبورة ناصلة
زغبورة ناصلة (الاسم العلمي:Stigmella pallida) هي نوع من الحشرات تتبع جنس الزغبورة من فصيلة السليلات.